# Naufragio de migrantes en el mar Mediterráneo de 2013

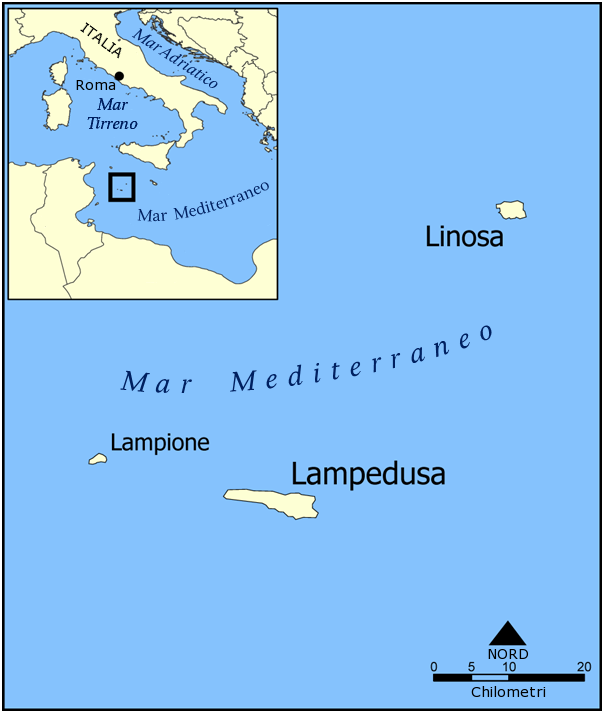
Localización de la isla Lampedusa

El naufragio de migrantes en el mar Mediterráneo de 2013 se refiere al suceso ocurrido el 3 de octubre de 2013, cuando un barco que transportaba inmigrantes desde Libia a Italia se hundió frente a la isla italiana de Lampedusa. 

## Desarrollo
Se informó de que el barco había zarpado de Misrata, Libia, pero que muchos de los inmigrantes eran originarios de Eritrea, Somalia y Ghana. Una respuesta de emergencia que involucra la Guardia Costera italiana dio como resultado del rescate de 155 sobrevivientes. El 12 de octubre se informó de que el número de muertos confirmados después de buscar el barco fue de 359, pero que los otros cuerpos aún estaban desaparecidos; una cifra de "más de 360" muertes se informó más tarde.

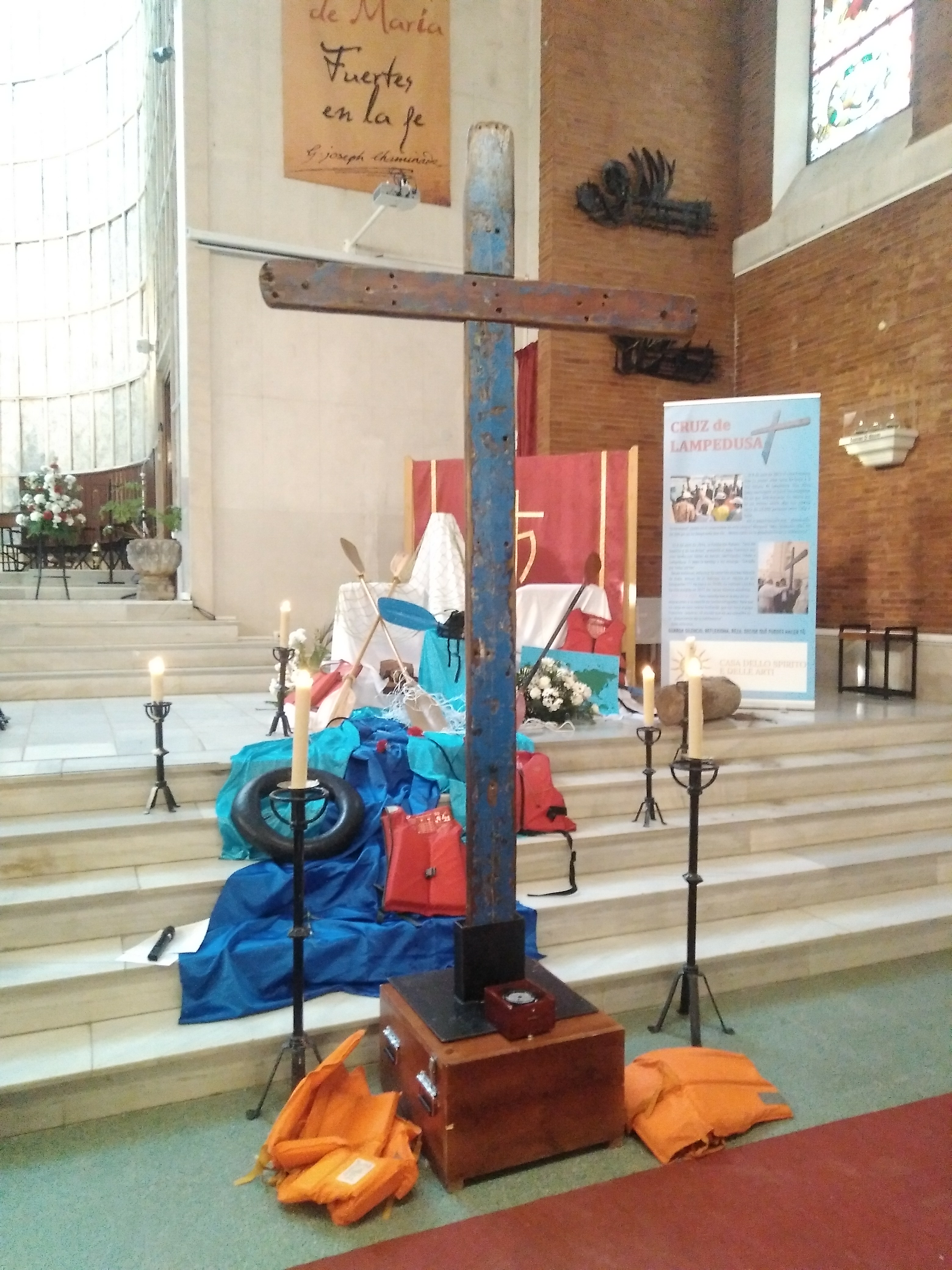
La Cruz de Lampedusa

Un segundo naufragio se produjo a 120 kilómetros (75 millas) de Lampedusa el 11 de octubre, en la búsqueda y rescate de la zona de Malta, pero más cerca de Lampedusa. El barco supuestamente transportaba inmigrantes procedentes de Siria y Palestina, y por lo menos 34 individuos fueron posteriormente confirmados muertos.
La tragedia tuvo un gran impacto emocional en los países de Europa, sobre todo en Italia, donde se declaró un día de luto nacional. Por lo mismo se fabricó la Cruz de Lampedusa, para conmemorar a los fallecidos.